# Acropora azurea
Acropora azurea är en korallart som beskrevs av Veron och Wallace 1984. Acropora azurea ingår i släktet Acropora och familjen Acroporidae. Inga underarter finns listade i Catalogue of Life.